# Zintle Mpupha

a Compétitions nationales et continentales officielles uniquement.

b Matchs officiels uniquement.
Dernière mise à jour le 15 septembre 2024.
Zintle Mpupha, née le 25 décembre 1993 à Xesi (Afrique du Sud), est une joueuse internationale sud-africaine de rugby à XV et internationale de rugby à sept évoluant aux postes de demi d'ouverture ou de centre.

## Biographie
Zintle Mpupha naît le 25 décembre 1993 dans la province du Cap en Afrique du Sud.
Durant sa jeunesse, elle pratique le cricket et représente notamment l'équipe d'Afrique du Sud des moins de 19 ans en 2009 et 2011 dans ce sport. Plus tard, elle choisit de jouer au rugby à XV.
En 2017, elle fait ses débuts en équipe d'Afrique du Sud de rugby à sept et l'année suivante avec la sélection à XV.
En septembre 2021, elle signe pour le club anglais des Exeter Chiefs. Le mois suivant, elle devient la première joueuse internationale sud-africaine à jouer dans le Championnat d'Angleterre.
En 2022, elle joue pour le club de la Western Province du Cap. Elle compte quinze sélections en équipe d'Afrique du Sud de rugby à XV quand elle est retenue en septembre 2022 pour disputer sous les couleurs de son pays la Coupe du monde en Nouvelle-Zélande.